# Ліза Шмідла
Ліза Шмідла (нім. Lisa Schmidla, нар. 5 червня 1991, Крефельд, Німеччина) — німецька веслувальниця, олімпійська чемпіонка 2016 року, чемпіонка світу.

## Виступи на Олімпіадах
| Олімпіада           | Дисципліна     | Місце |
| ------------------- | -------------- | ----- |
| Ріо-де-Жанейро 2016 | парна четвірка | 1     |

## Зовнішні посилання
- Ліза Шмідла — олімпійська статистика на сайті Sports-Reference.com (англ.) (архівна версія)
- Профіль [Архівовано 11 січня 2021 у Wayback Machine.] на сайті FISA.

1. ↑  Lisa Schmidla